# Fromage de Bagnes
 (janvier 2008).
Si vous disposez d'ouvrages ou d'articles de référence ou si vous connaissez des sites web de qualité traitant du thème abordé ici, merci de compléter l'article en donnant les références utiles à sa vérifiabilité et en les liant à la section « Notes et références ».
Le fromage de Bagnes, ou simplement Bagnes, est un fromage à pâte mi-dure produit dans le Val de Bagnes, en Valais (Suisse). 

## Production
Mentionné pour la première fois au XIVe siècle  déjà, le Bagnes est un fromage au lait cru, produit dans les laiteries du val de Bagnes ainsi qu'à l'alpage en été. Comprenant 50 % de matière grasse et des trous.
Il est possible de le manger cru. Il se prête également à la raclette, voire à la fondue.